# Hospitalistika
Hospitalistika je medicinska specijalnost koja postoji u nekim zemljama kao grana interne ili obiteljske medicine, a bavi se skrbi za akutne hospitalizirane pacijente. Liječnici čiji je primarni profesionalni fokus na skrbi za hospitalizirane pacijente samo dok su u bolnici nazivaju se hospitalistima. Porijeklom iz Sjedinjenih Država, ova vrsta medicinske prakse proširila se na Australiju i Kanadu.
Hospitalisti ne moraju nužno polagati poseban specijalistički ispit iz hospitalistike.
Pojam hospitalista skovali su Robert Wachter i Lee Goldman u članku New England Journal of Medicine iz 1996. godine.
Hospitalistika obuhvaća akutnu skrb za pacijente, edukaciju, istraživački rad, te  izvršno vodstvo vezano uz bolničku skrb. Hospitalistika je, poput hitne medicine, specijalnost koja se organizira oko mjesta skrbi (bolnice), a ne organa (poput kardiologije), bolesti (poput onkologije) ili dobi pacijenta (poput pedijatrije).